# والیبال در المپیک تابستانی ۱۹۶۸
والیبال در بازی‌های المپیک تابستانی ۱۹۶۸ نام رویداد ورزش والیبال در بازی‌های المپیک تابستانی بود که در سال ۱۹۶۸ برگزار شد.

## جدول مدال‌ها
| رتبه | کشور        | طلا | نقره | برنز | مجموع |
| ۱    | اتحاد شوروی | ۲   | ۰    | ۰    | ۲     |
| ۲    | ژاپن        | ۰   | ۲    | ۰    | ۲     |
| ۳    | چکسلواکی    | ۰   | ۰    | ۱    | ۱     |
| ۴    | لهستان      | ۰   | ۰    | ۱    | ۱     |